# Сен-Трини
Сен-Трини (фр. Saint-Trinit) — коммуна во французском департаменте Воклюз региона Прованс — Альпы — Лазурный Берег. Относится к кантону Со.

## Географическое положение

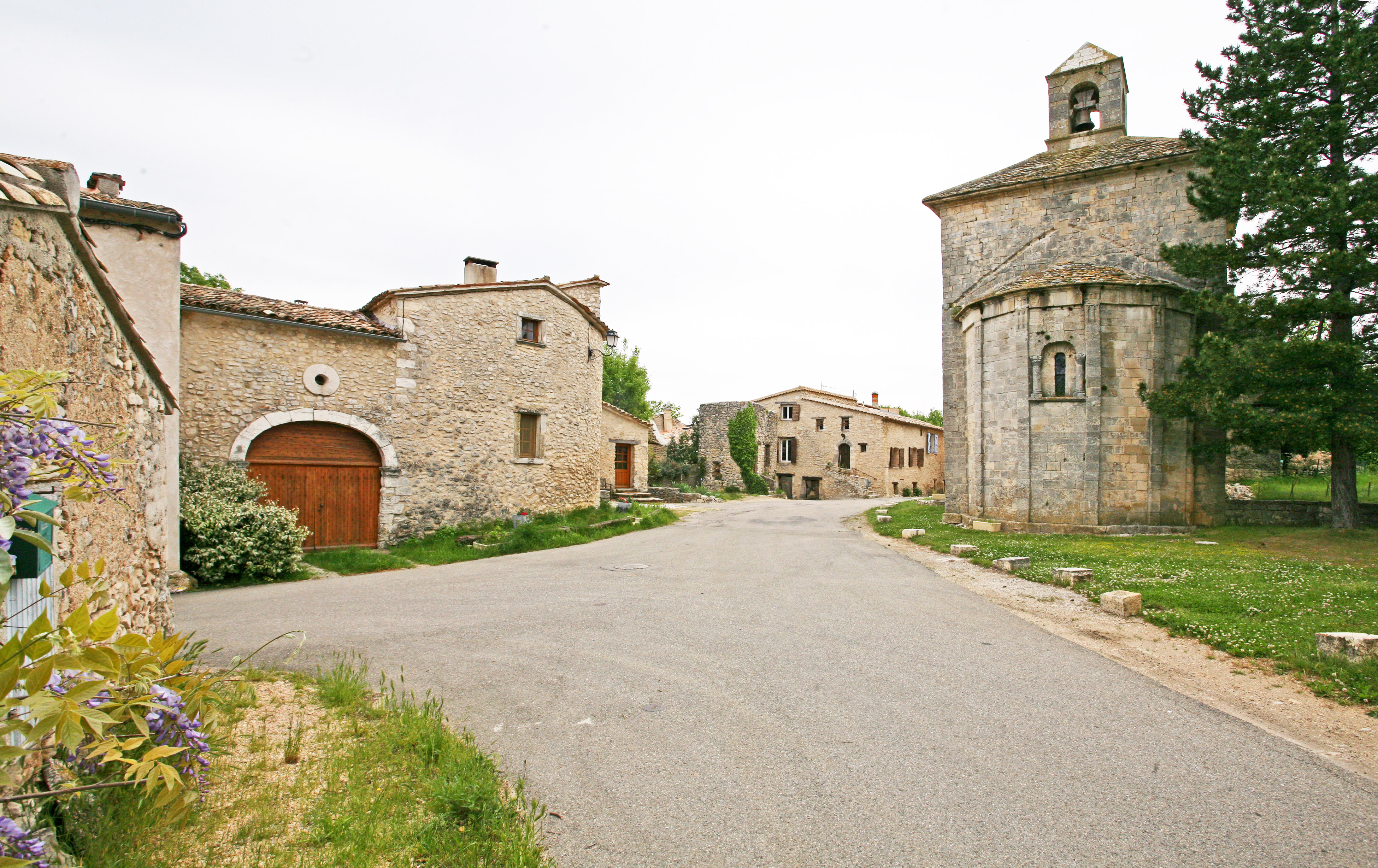
Сен-Трини

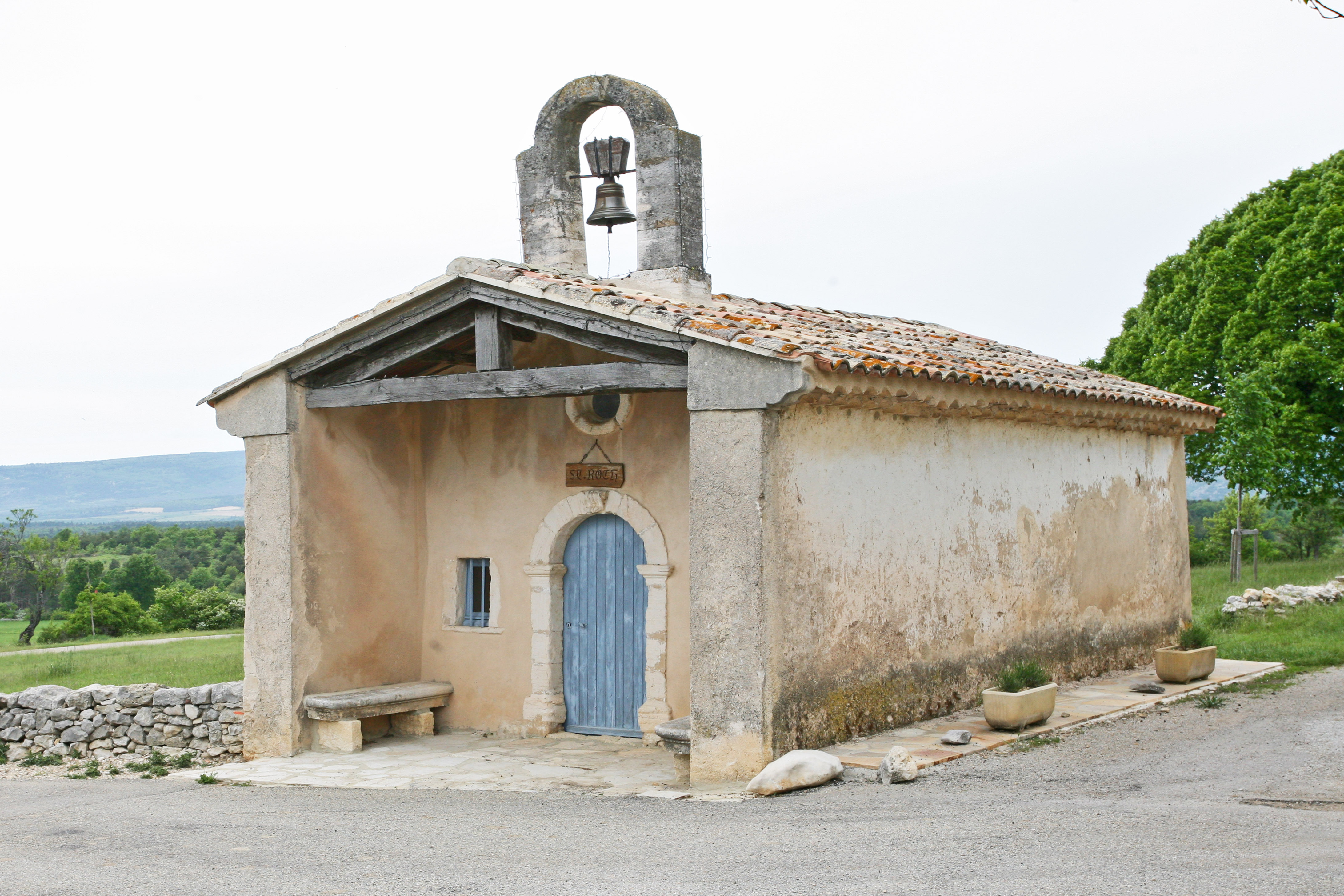
Часовня Сен-Рош

Сен-Трини расположен в 55 км к востоку от Авиньона. Соседние коммуны: Феррасьер на севере, Ревес-дю-Бьон на юго-востоке, Со на западе, Орель на северо-западе.
Коммуна находится в горах Воклюза. Через неё протекает Крок, приток Неска. 

## Демография
Население коммуны на 2010 год составляло 123 человека.
| 1962 | 1968 | 1975 | 1982 | 1990 | 1999 | 2010 |
| ---- | ---- | ---- | ---- | ---- | ---- | ---- |
| 71   | 77   | 82   | 65   | 86   | 99   | 123  |

## Достопримечательности

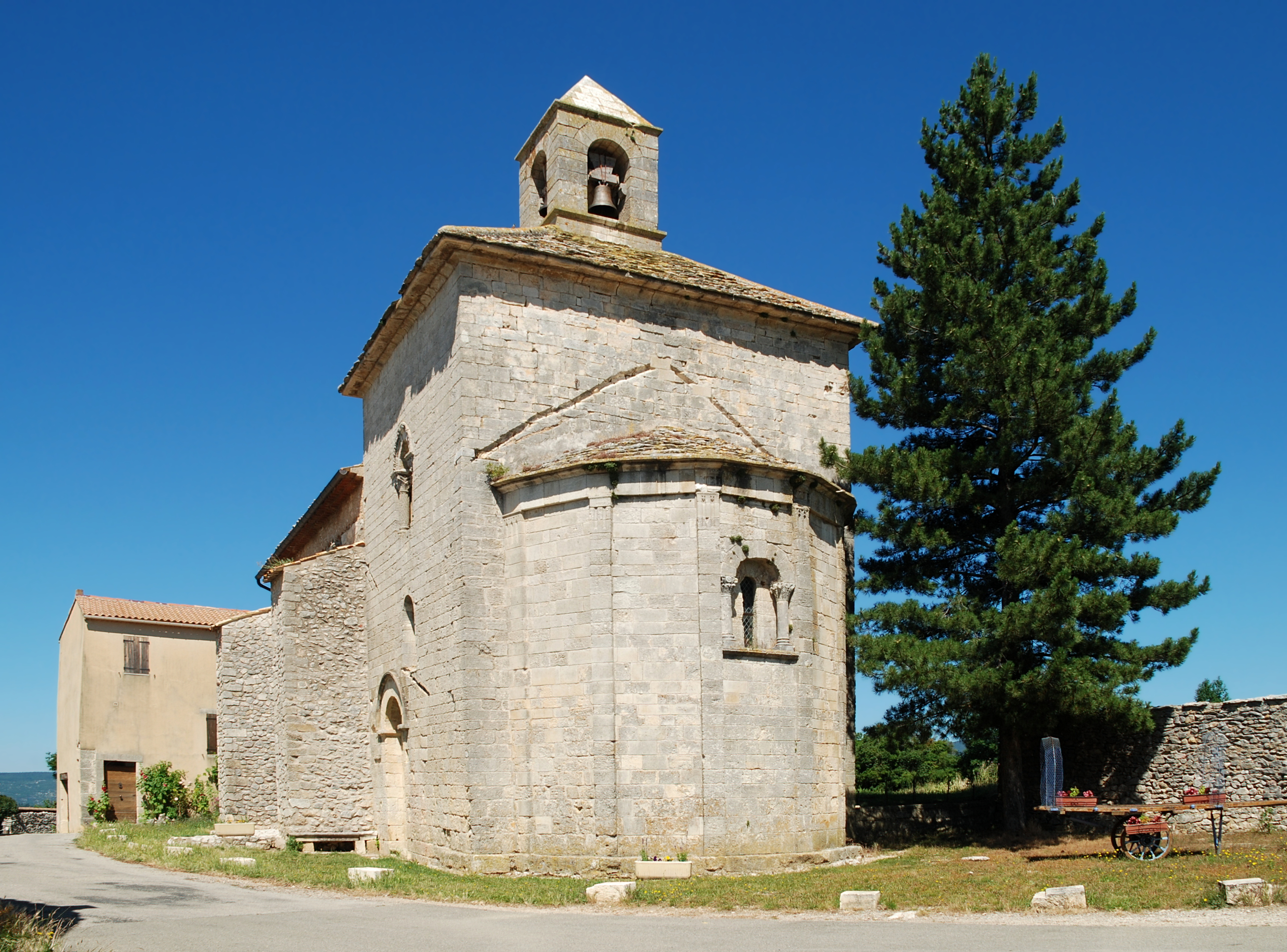
Церковь святой Троицы

- Церковь святой Троицы, XII век, реконструирована в 1652 году.
- Часовня Сен-Рош, построена в 1629—1630 годах, должна была защитить жителей от бушевавшей в то время эпидемии чумы.